# Karabahadır, Yenişehir
Karabahadır là một xã thuộc huyện Yenişehir, tỉnh Bursa, Thổ Nhĩ Kỳ. Dân số thời điểm năm 2011 là 56 người.